# Fjugesta
Fjugesta is de hoofdplaats van de gemeente Lekeberg in het landschap Närke en de provincie Örebro län in Zweden. De plaats heeft 2063 inwoners (2005) en een oppervlakte van 205 hectare.
De plaats ligt op respectievelijk 27 en 34 kilometer van de steden Örebro en Karlskoga. Aan de rand van Fjugesta stroomt het riviertje Svartån die uitmondt in het Hjälmarmeer. Sinds 1995 is de plaats de hoofdplaats van de gemeente Lekeberg, deze gemeente ontstond namelijk pas in 1995, als een afsplitsing van de gemeente Örebro.

## Fasciliteiten
In Fjugesta zijn de meest alledaagse fasciliteiten te vinden. Denk hierbij aan verschillende winkels, waaronder twee supermarkten, banken, een openbare bibliotheek, een theater/bioscoop en een sportschool. Aan de rand van Fjugesta is een openlucht zwembad gelegen.

## Verkeer en vervoer
De Länsväg 204 loopt langs Fjugesta. Deze weg verbindt Fjugesta direct met onder andere de snelweg E18 in het noorden en Mullhyttan in het zuiden.
Buslijn 513 doet Fjugesta om het uur aan en rijdt via Lanna onder andere naar het centrum van Örebro en het universiteits ziekenhuis aldaar. Buslijn 524 is een snelbus die alleen tijdens de spits rijdt. Deze bus rijdt 's morgens vanuit Fjugesta tweemaal via Täby naar Örebro en 's middags eenmaal in omgekeerde richting.
De plaats had vroeger een station aan de hier opgeheven spoorlijn Örebro - Svartå.

## Bezienswaardigheden
Riseberga klooster is zonder twijfel de grootste trekpleister van Fjugesta. Deze net ten zuidoosten van Fjugesta gelegen kloosterruïne dateert uit het einde van de 12de eeuw.
Even ten noordoosten van Fjugesta liggen de grafvelden Spökkullen, Bosshammaren en Enriskullen uit de ijzertijd die elk uit meerdere grafheuvels bestaan. De nabijgelegen kerk in Knista wordt ook regelmatig door toeristen bezocht.